# Апатит (предприятие)
Апатит — горно-обогатительный комбинат, занимающийся производством фосфатного сырья. Предприятие расположено в городе Кировске Мурманской области, является градообразующим предприятием Кировска и Апатитов. Юридически является Кировским филиалом АО «Апатит» (Вологодская область), входящего в группу компаний ФосАгро.

## История
Трест «Апатит» был создан 13 ноября 1929 года на базе Хибинских месторождений апатито-нефелиновых руд. Предприятие было построено спецпереселенцами в 1929—1931 годах по постановлению ВСНХ РСФСР от 11 ноября 1929 года.
Первая тонна руды была добыта на Кировском руднике ещё до официального открытия предприятия — 7 октября 1929 года.
В годы Великой Отечественной войны производственное оборудование было эвакуировано на Средний Урал и в Казахстан, а на «Апатите» производились бомбы с зажигательной смесью, мины и ручные гранаты. В 1944 году производство апатитового концентрата было возобновлено.
В 1950—1970-х годах предприятие активно расширялось: в середине 1950-х годов были введены в эксплуатацию Юкспорский и Расвумчоррский подземные рудники, в 1964 году — первый открытый рудник на плато Расвумчорр, названный Центральным, а в середине 1960-х — крупнейшая обогатительная фабрика Европы АНОФ-2. Кроме того, в этот период были построены и введены в эксплуатацию вспомогательные подразделения, а также ТЭЦ комбината и железнодорожный мост через реку Белую.
В 1960-х годах работники предприятия получили высокие государственные награды: в 1965 году проходчик-взрывник Кировского рудника Чуйкин М. Ф., а в 1966 году — бригадир проходчиков Кировского рудника Ананьев А. М. были удостоены звания Героев Социалистического Труда. В 1966 году, одновременно с Ананьевым, большая группа горняков и обогатителей комбината награждена орденами и медалями СССР за успешное выполнение заданий семилетнего плана.
После перестройки спрос на продукцию предприятия резко сократился, что привело к значительному сокращению объёмов производства. Так, если в 1988 году было произведено 20 млн тонн апатитового концентрата, то в 1994 году выпуск того же вида продукции составил только 6 млн тонн.
В 1996—1997 годах предприятие сначала было акционировано, а затем прошло процедуру приватизации, что в итоге позволило вывести «Апатит» из кризиса.
В настоящее время АО «Апатит» представляет собой крупный горнохимический комплекс, состоящий из трех рудников, двух апатит-нефелиновых обогатительных фабрик и различных вспомогательных подразделений.
С 15 октября 2014 г. тип предприятия изменился с ОАО на АО (акционерное общество).
С 2017 г. в Кировске действует Кировский филиал АО «Апатит».

## Рудники и месторождения
Разработка ведется на шести месторождениях: Кукисвумчоррском, Юкспорском, Апатитовом Цирке, Плато Расвумчорр, Коашвинском и Ньоркпахкском.
Рудники предприятия: Кировский (с 1989 года, Кировский и Юкспорские подземные рудники), Расвумчоррский (1954, подземная добыча на Плато Расвумчорр и открытая добыча на Апатитовом Цирке, в состав рудника вошел Центральный рудник — карьер Центральный на Плато Расвумчорр), Восточный (1978, открытая добыча — Коашвинский и Ньоркпахкский карьеры).

## Награды
В советское время «Апатит» неоднократно был награждён государственными наградами: в 1965 году — орденом Ленина, в 1971 году — орденом Октябрьской Революции, а также многократно — Красным знаменем ЦК КПСС, Совета министров СССР, ВЦСПС и ЦК ВЛКСМ как победитель Всесоюзного социалистического соревнования. Кроме того, предприятие в 1966 году стало обладателем почётного диплома ВДНХ СССР, а в 1980 году — лауреатом международной премии «Золотой Меркурий».
В 1998 году предприятием был получен сертификат организации TÜV Ecoplan Umwelt GmbH (Германия), подтверждающего высокое качество и экологическую чистоту апатитового концентрата, а в 1999 году «Апатит» был включён в члены межрегиональной некоммерческой Ассоциации производителей фосфатных удобрений «ФосАгро».

## Директора предприятия
В период с 1929 года предприятием «Апатит» поочерёдно управляли 19 директоров:
- Кондриков В. И. (1929—1936)
- Гебер Георгий Гансович[9] (1937—1937)
- Соснов Константин Иванович (1937—1939)[10]
- Лозбень Иван Феофонович (1939—1939)[11]
- Прокопенко Виктор Абрамович (1939—1940)[12]
- Борисов В. И. (1940—1942)
- Селезнев М. И. (1942—1951)
- Васин К. Д. (1951—1957)
- Борушко И. М. (1960—1964)
- Голованов Г. А. (1963—1983)
- Якимов П. Н. (1983—1987)
- Поздняков А. В. (1987—1994)
- Шапошник Ю. П. (1994—1997)
- Федоров С. Г. (1997—2001)
- Григорьев А. В. (2001—2007)
- Царёв П. П. (2007—2008)
- Шапошник Ю. П. (2008—2010)
- Никитин К. В. (2010—2014) (погиб в авиакатастрофе)
- Григорьев А. В. (2014—2014) (погиб в авиакатастрофе)
- Давыденко В. В. (2014—2016)
- Чистяков Г. В. (2016—2016)
- Абрашитов А. Ю. (2017—2019)
- Гильгенберг А. А. (2019—н.в.)

## Еженедельная газета комбината
С 5 апреля 1989 года выходит еженедельная газета «Хибинский вестник».